# Лукас Вентура Лопес
Лу́кас Венту́ра Ло́пес або просто Лу́кас (порт.-браз. Lucas Ventura Lopes, нар. 23 травня 1997, Ріо-де-Жанейро, Бразилія) — бразильський футболіст, півзахисник сальвадорського клубу «Агіла».

## Життєпис
Народився в Ріо-де-Жанейро, вихованець «Фламенгу». На батьківщині виступав за «Ботафого», «Америка», «Фрібургенсе» та «Естансіано».
31 серпня 2019 року підписав контракт з ФК «Металіст 1925». Дебютував у футболці харківського клубу 31 серпня в переможному (3:0) домашньому поєдинку 6-го туру Першої ліги проти «Черкащини». Лукас вийшов на поле на 62-й хвилині, замінивши Антона Савіна, а на 67-й хвилині отримав жовту картку. Дебютним голом за «Металіст 1925» відзначився 9 вересня 2019 року на 83-й хвилині програного (2:3) домашнього поєдинку 8-го туру Першої ліги проти «Минаю». Вентура Лопес вийшов на поле на 77-й хвилині, замінивши Владислава Кравченка. Всього за «Металіст 1925» провів у чемпіонаті 34 матчі, у яких забив чотири м'ячі та віддав одну гольову передачу, а також одну гру в Кубку України.
9 березня 2021 року перейшов до іншого першолігового клубу, «Гірника-Спорт».
На початку липня 2021 року став гравцем сальвадорського клубу «Агіла».